# 沙田裁判法院
沙田裁判法院（英語：Shatin Magistrates' Courts；案号代码ST）是位於香港新界沙田的最初級的刑事法院，大樓建於1987年，位於沙田市中心宜正里1號，毗連沙田公園、沙田大會堂、城市藝坊及新城市廣場，主要處理沙田區及馬鞍山區案件。
大樓屬多層實用建築，外圍繞著鋁閘，外牆以深色玻璃幕牆和深啡色磁磚相間組成。2007年年底進行外牆粉飾工程後，大樓變成白色。

## 辦事處張貼「香港人加油」標語被要求除下
2020年12月，「撐警大聯盟唯一官方討論區」facebook社交群組發現法院內的當值律師計劃辦事處內，告示板張貼了寫有「香港人加油」的標語，質疑做法目無法紀和違反國安法等。民建聯立法會議員周浩鼎形容做法卑劣，損害司法機構聲譽，要求司法機構移除標語和徹查事件，並嚴肅跟進和懲處涉事職員。司法機構表示標語已經除下，並嚴厲譴責涉事職員，而在司法機構直接管理的公眾地方展示物品，須事先徵得同意。不過民建聯立法會議員葛珮帆認為司法機構要繼續跟進，並應嚴謹監管，禁止任何人士在法院內擺放此類物品。

## 圖集

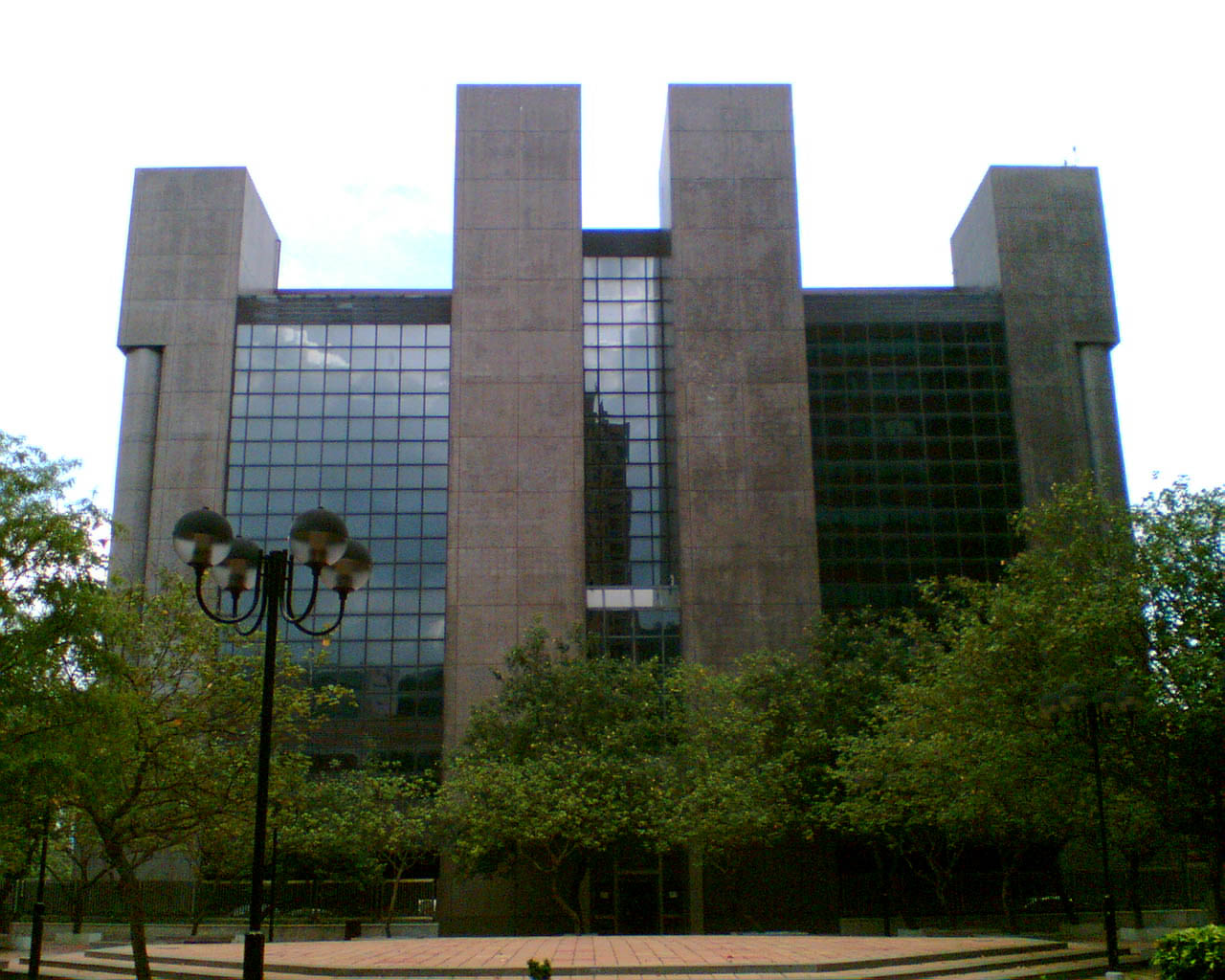
翻新前的沙田法院
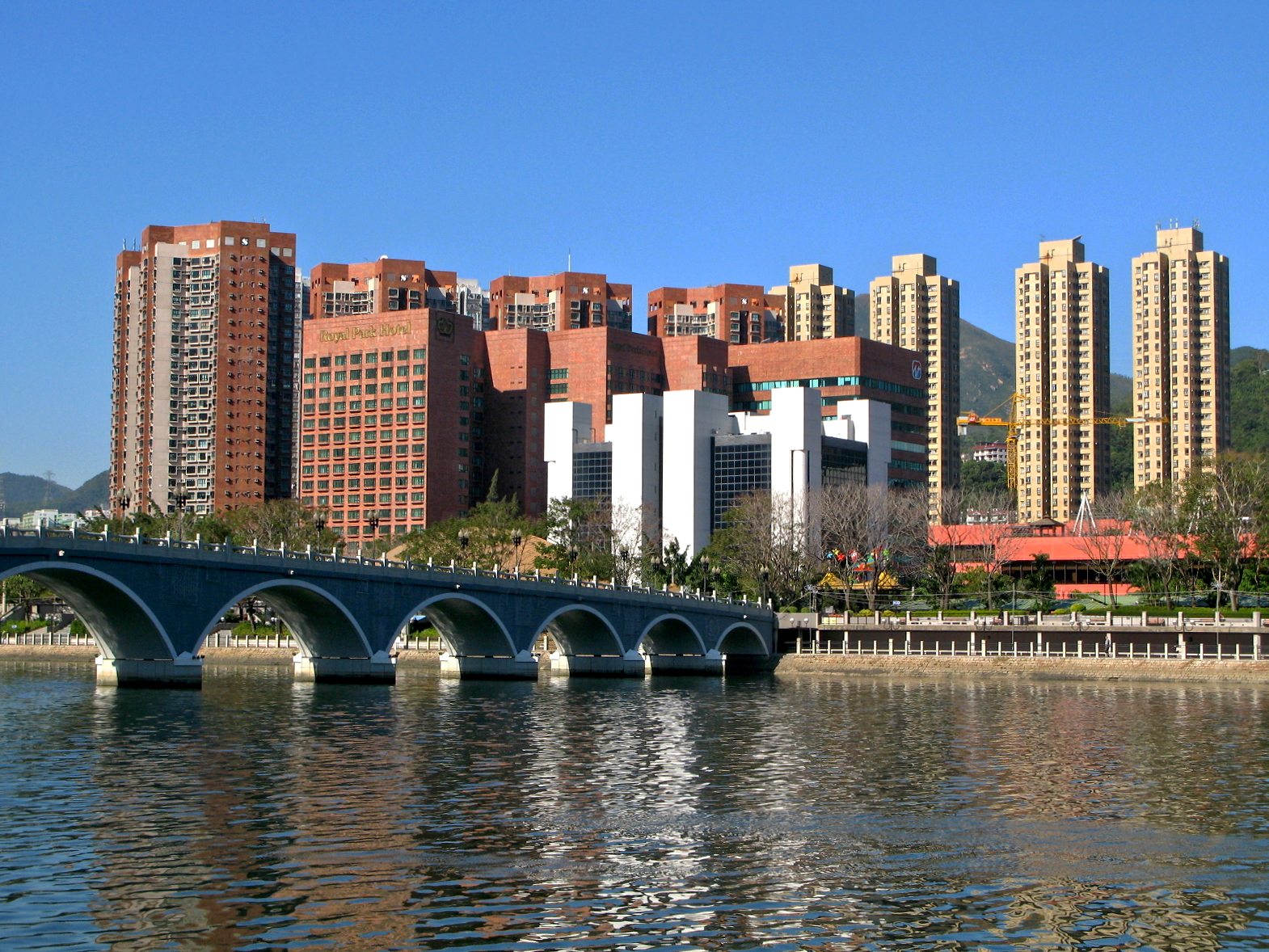
翻新後的沙田法院
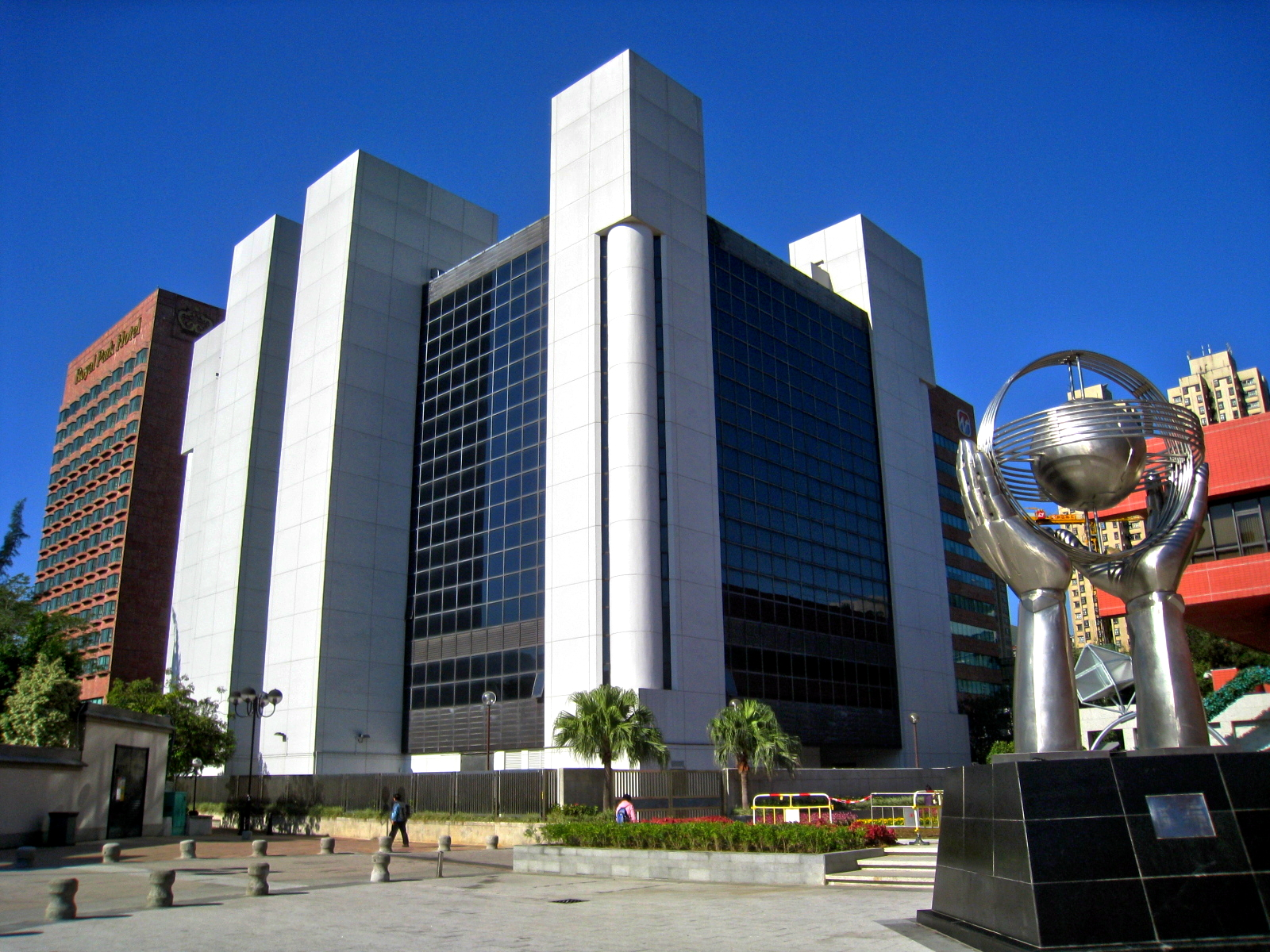
沙田法院大樓

## 外部連結
- 香港裁判法院